# ビリジアン (色)
ビリジアン(ヴィリジアン、Viridian)は、3価のクロム化合物を含む緑色顔料のビリジアンに由来する色名。
日本工業規格においては、JIS慣用色名の1つとして右のように定義されている。
日本において、小学校などで一般的に使われる絵具のセットにみどりの代わりに入っている色である。ぺんてるによると、絵具のセットには「混ぜて作ることができない色」や「混ぜて作ることが難しい色」が優先的に入る。「みどり」は「ビリジアン」と「レモン色」を混ぜて作ることができるためだという。